# Argonauta argo
Het schippertje (Argonauta argo) is een inktvis uit het geslacht der argonauten. De wetenschappelijke naam van de soort werd in 1758 gepubliceerd door Carl Linnaeus.
De soort werd al genoemd door Aristoteles. Hij vermoedde dat de inktvis haar schelp gebruikte als boot en haar tentakels als zeilen of roeispanen. De vrouwtjes komen inderdaad aan de oppervlakte om lucht in de schelp te laten en zo hun drijfvermogen te regelen.

## Kenmerken
De maximale mantellengte van een vrouwtje is ongeveer 10 centimeter, die van het mannetje ongeveer 1 centimeter. De vrouwtjes hebben een gladde, flinterdunne halfdoorzichtige schelp die tot 30 centimeter groot wordt en als wieg dient voor de eieren. De eitjes zijn zeer klein. De inktvis zelf kan er makkelijk uitgehaald worden omdat ze niet vergroeid zijn met de schelp en deze zelf vasthouden. De mannetjes hebben geen schelp. 

## Verspreiding
De soort komt voor in alle tropische en subtropische zeeën zoals de Middellandse Zee. Hij leeft dicht bij het oppervlak en tot op een diepte van 900 meter.

## Leefwijze
Zij hebben een voortplantingsorgaan (hectocotylus) dat bij de paring bij het vrouwtje in een holte wordt ingebracht. Het vrouwtje kan hectocotyli van verschillende mannetjes verzamelen, waarmee ze haar eieren bevrucht. Ze bewegen zich voort door via hun sifon water uit te stuwen.
Met hun grijparmen brengen ze visjes, schaaldieren en wormen naar hun bek, maar ze zijn ook waargenomen op kwallen, waarvan ze delen verorberen.

## Vijanden
Natuurlijke vijanden zijn pijlinktvissen, dolfijnen, tonijnen en zeilvissen.
Op de Rode Lijst van IUCN van bedreigde diersoorten staat de soort als niet bedreigd.